# Toyonaka
Toyonaka (豊中市, Toyonaka-shi) est une municipalité du Japon, dans la préfecture d'Osaka. Elle a reçu le statut de ville (市, shi) en 1936.

Toyonaka au sein de la préfecture d'Osaka.

À la suite du séisme de 2018 d'Osaka, des vérifications d'urgence ont été menées dans différentes municipalités de la préfecture. À Toyonaka, 66 des 85 écoles de la ville, soit 80 % d'entre elles, ont des murs qui ne respectent pas alors les normes de construction.

## Droit de vote pour les étrangers
Toyonaka est une des trois villes au Japon où les étrangers peuvent parfois participer au vote local. Les deux autres municipalités sont Musashino et Zushi.

## Personnalités liées à la ville
- Osamu Tezuka (né en 1928), mangaka
- Yōji Yamada (né en 1931), scénariste et réalisateur
- Shōzō Endō (né en 1971), membre du duo comique des Cocorico et acteur dans l'émission annuelle : Downtown no Gaki no Tsukai ya Arahende!!
- Naoki Tanaka (né en 1971,) ami d'enfance et partenaire de Shozo Endo, avec qui il forme le duo Cocorico.